# Micropterix imperfectella
Micropterix imperfectella is een vlinder uit de familie  van de oermotten (Micropterigidae). De wetenschappelijke naam van de soort is voor het eerst geldig gepubliceerd door Otto Staudinger in 1859.

## Verspreiding en leefgebied
De soort komt voor in Europa.